# Marianne Prause
Marianne Prause (* 15. November 1918 in Leipzig; † 18. Januar 1999) war eine deutsche Kunsthistorikerin und Gutachterin.

## Leben
Von 1925 bis 1933 besuchte sie die Volksschule in Leipzig und legte im Zuge des zweiten Bildungsgangs 1948 das Abitur ab. Im gleichen Jahr ließ sie sich an der Philosophischen Fakultät in Leipzig immatrikulieren und bestand an der gleichen Universität 1953 das Diplom-Examen in Kunstgeschichte und Germanistik. 1958 zog sie nach Köln mit dem Ziel der Promotion. Dort nahm sie erneut ihr das Studium auf in den Fächern Kunstgeschichte, Archäologie und Germanistik. Sie nahm teil an Vorlesungen und Übungen, neben Leipzig und Köln auch an der Universität in Bonn. Prause promovierte 1964 in Köln unter dem Titel: Carl Gustav Carus als Maler. Es handelt sich hierbei um das bisher maßgebende Werkverzeichnis der Malerei von Carus, einem ehemaligen Malerfreund – zwischen 1817 und 1828 – von Caspar David Friedrich, unter dessen Einfluss Carus in der Frühphase seiner künstlerischen Tätigkeit stand. In ihrer Promotionsschrift dankte sie ihren akademischen Lehrern, den Professoren Johannes Jahn und Heinz Ladendorf, die ihr das Kunstverständnis und wissenschaftliche Arbeiten vermittelten.

## Schriften
- Deutsche Landschaftsmalerei 1800-1914: Ausstellungskatalog; Nationalgalerie Berlin, 14. Sept. – 31. Okt. 1957, Leipzig: Lucas-Cranach-Kommission beim Ministerium f. Kultur.
- Katalog der Gemäldegalerie des 18. – 20. Jahrhunderts; Angermuseum Erfurt, Katalogbearbeitung mit Herbert Kunze, Erfurt: Angermuseum, 1961
- Carl Gustav Carus: Leben und Werk, Hrsg. vom Deutschen. Verein für Kunstwissenschaft, Berlin, 1968
- Die Kataloge der Dresdner Akademie-Ausstellungen, Dresden, 1975
- Bibliographie zur Kunstgeschichte des 19. Jahrhunderts: Publikationen der Jahre 1967–1979 mit Nachtrag zu den Jahren 1940–1966, Prestel, München, 1984
- Die Kataloge der Dresdner Akademie-Ausstellungen: 1801 - 1850, Die Kataloge der Dresdner Akademie-Ausstellungen, Hessling, Berlin